# 糖果

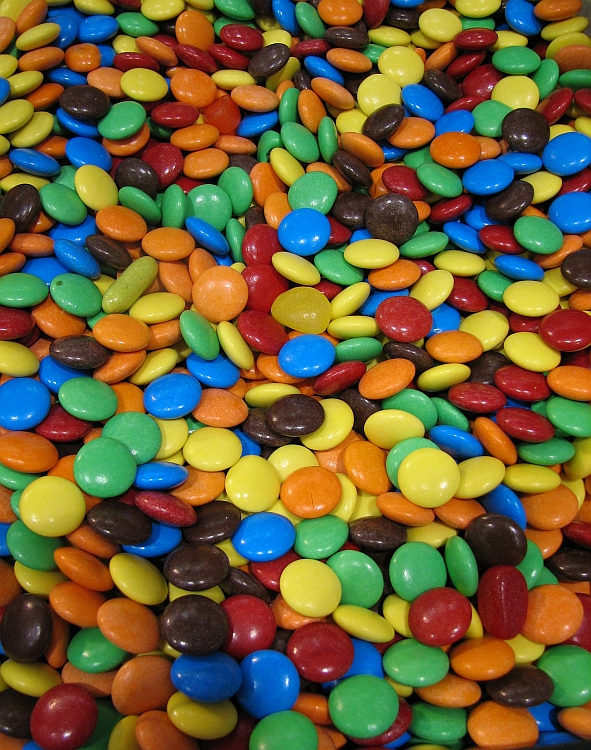
巧克力糖

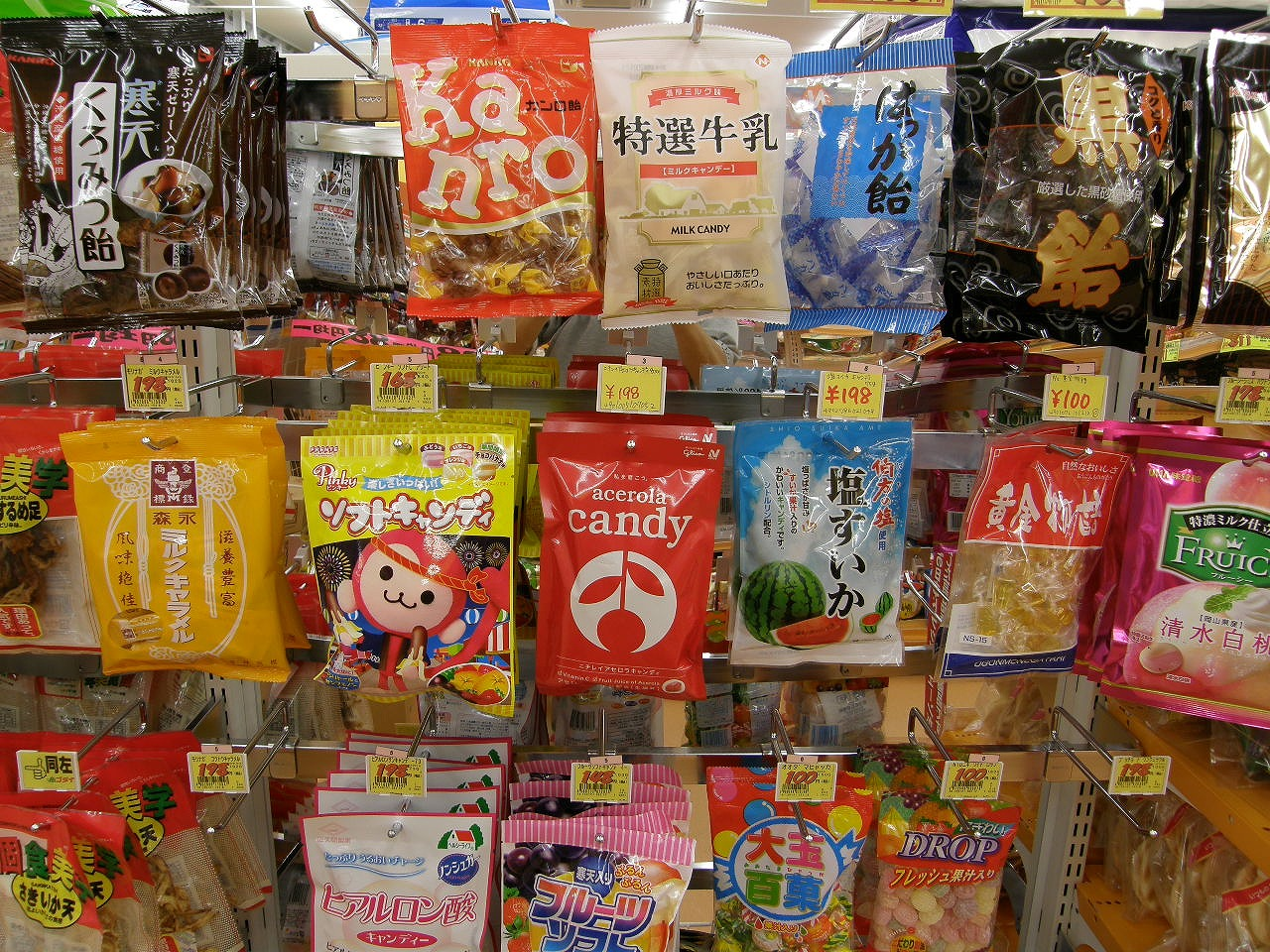
日本超級市場販賣的糖果

糖果，又稱飴，是一種糖果糕點，指以糖類為主要成份的零食。在歐美國家，口香糖有時也屬於糖果。
在亞洲文化，糖果是僅指指使用黑砂糖或麥芽糖下去製作的產品。而古代欧洲地区甚至使用蜂蜜為原料製作糖果，但因為蜂蜜成分過多不容易控制而不適用工業化生產。若水果或堅果類食物裹上糖衣（不包含巧克力），則稱為甜食。例如：糖葫蘆。

## 健康問題

### 蛀牙
糖果的糖份會附著於牙齒的表面，導致牙菌斑滋生，進而產生蛀牙。

### 升糖指數
糖果大多具有較高的升糖指數，升糖指數越高的食物，食用後越容易使血糖升高，這代表攝入後血糖會迅速上升。這對於糖尿病患者需要小心。

### 噎死
有些軟糖或果凍，可能過於大顆，對於幼童可能發生未咀嚼就直接吞食的情況，因而堵塞呼吸道而致命。

## 常見糖果

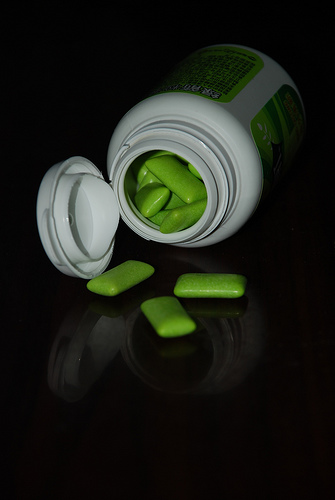
綠箭口香糖
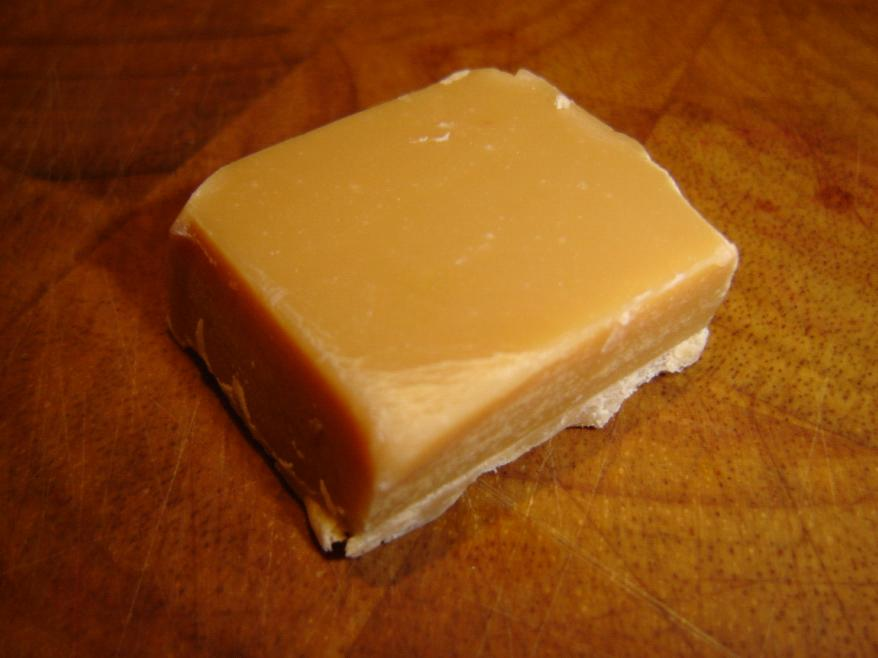
乳脂軟糖
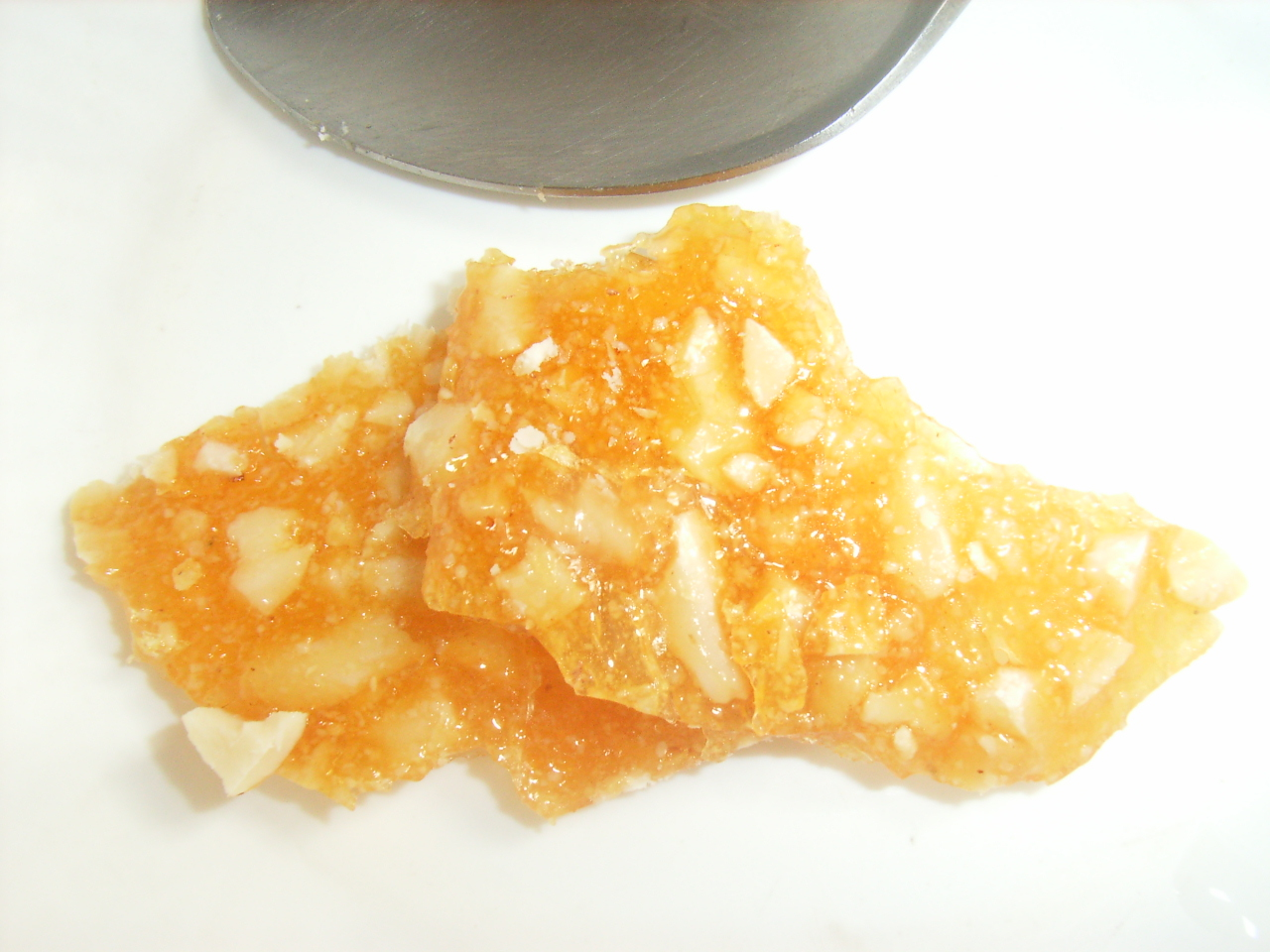
花生糖
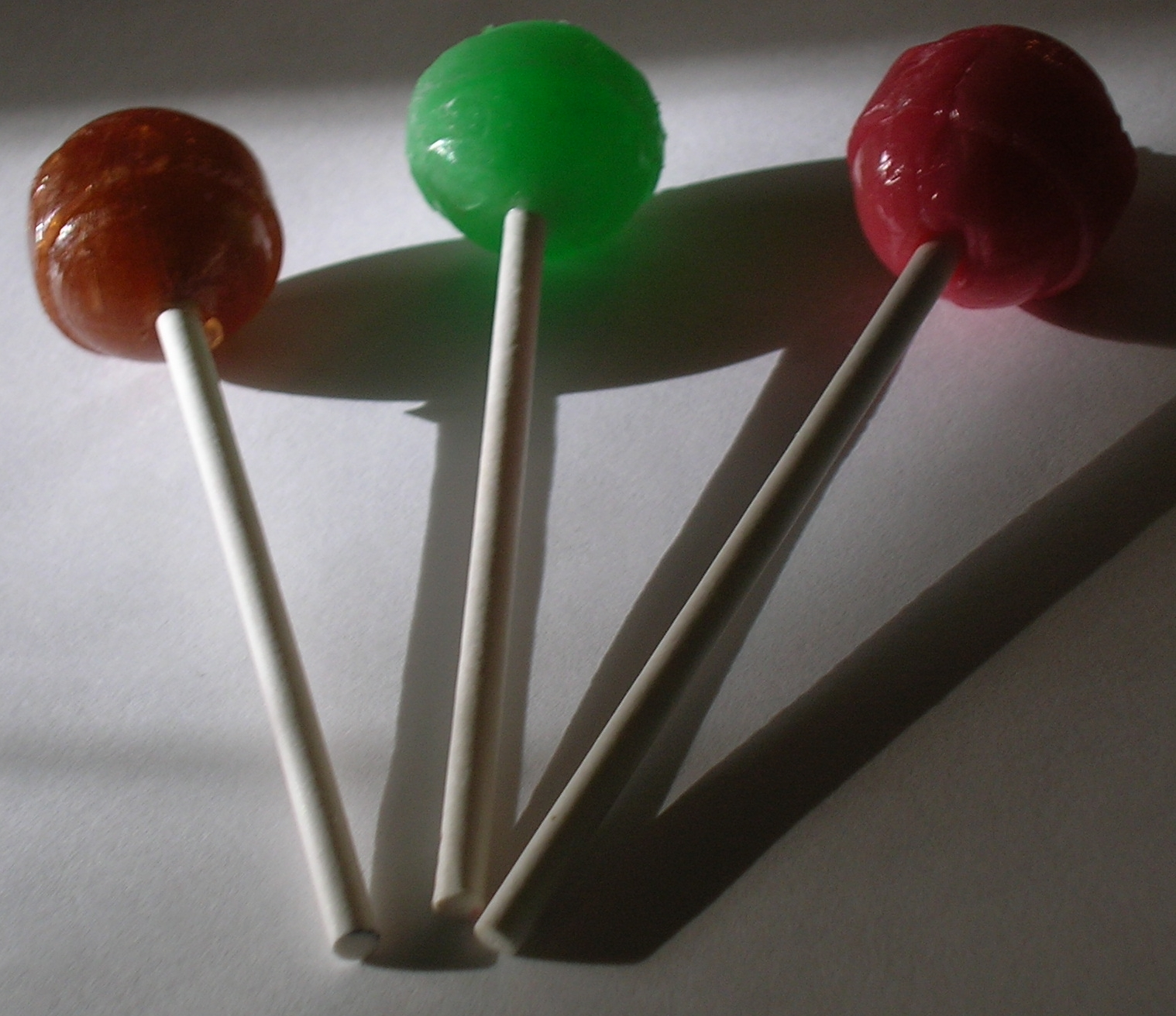
棒棒糖
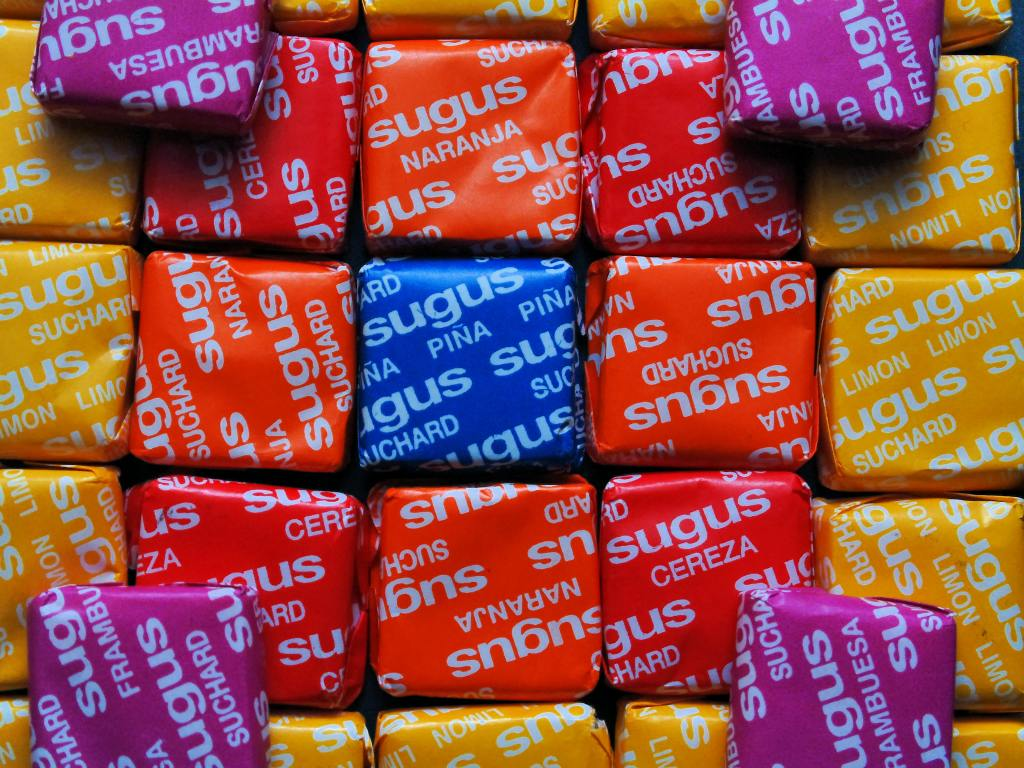
瑞士糖
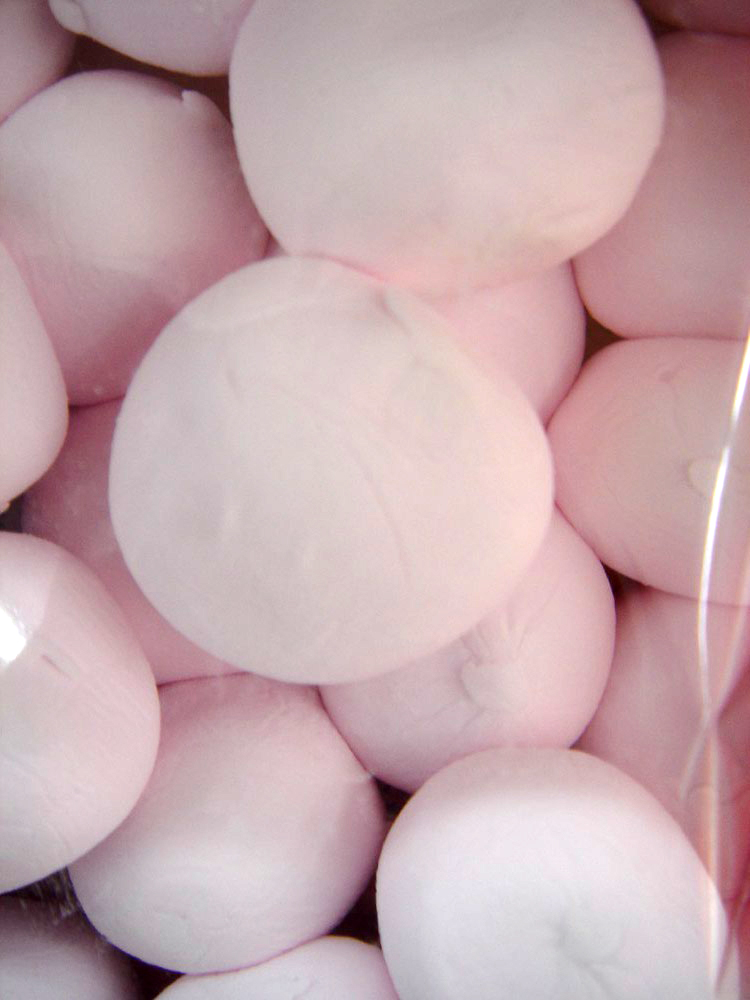
棉花糖 (顆粒狀)
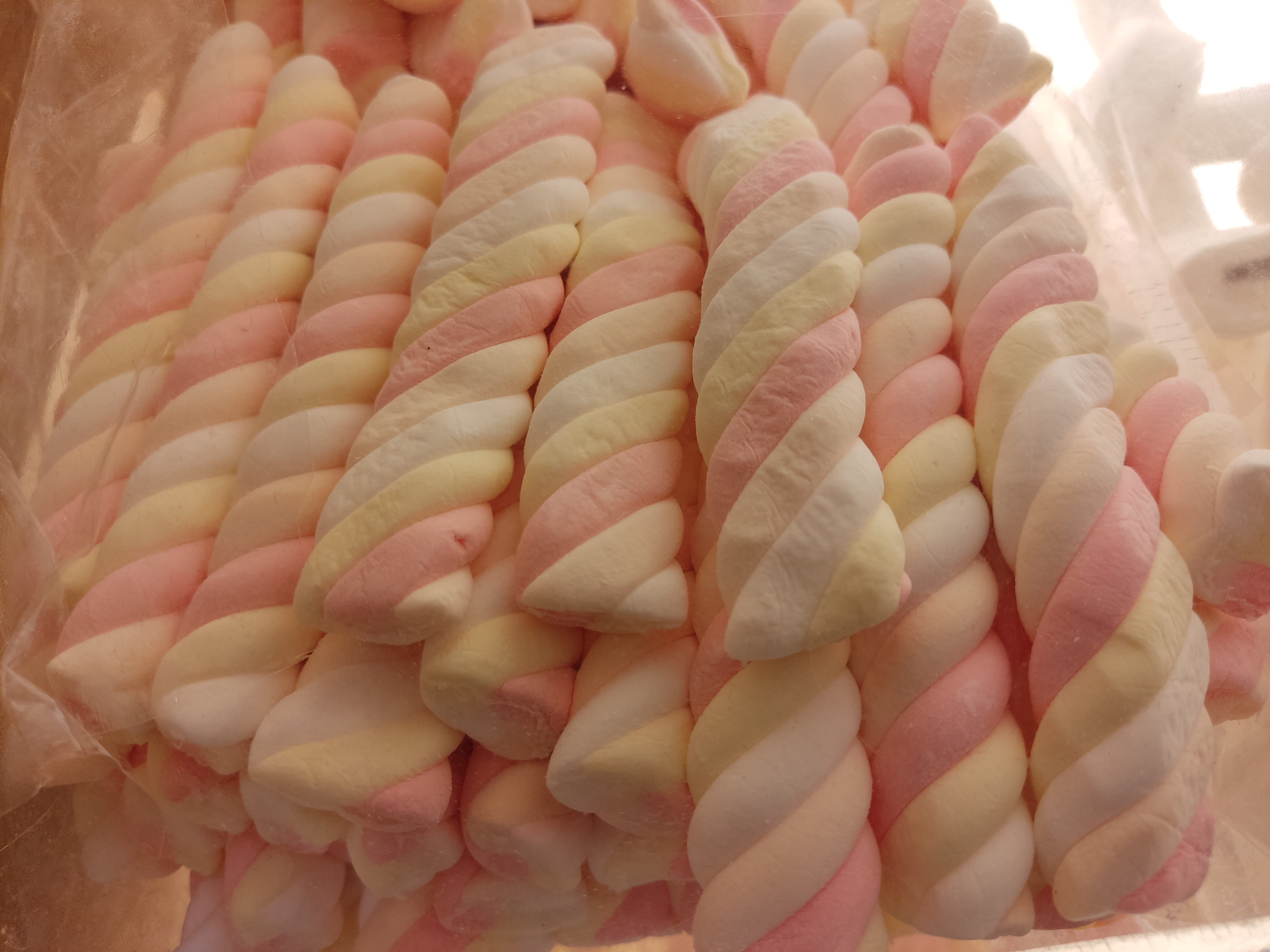
摟摟狀
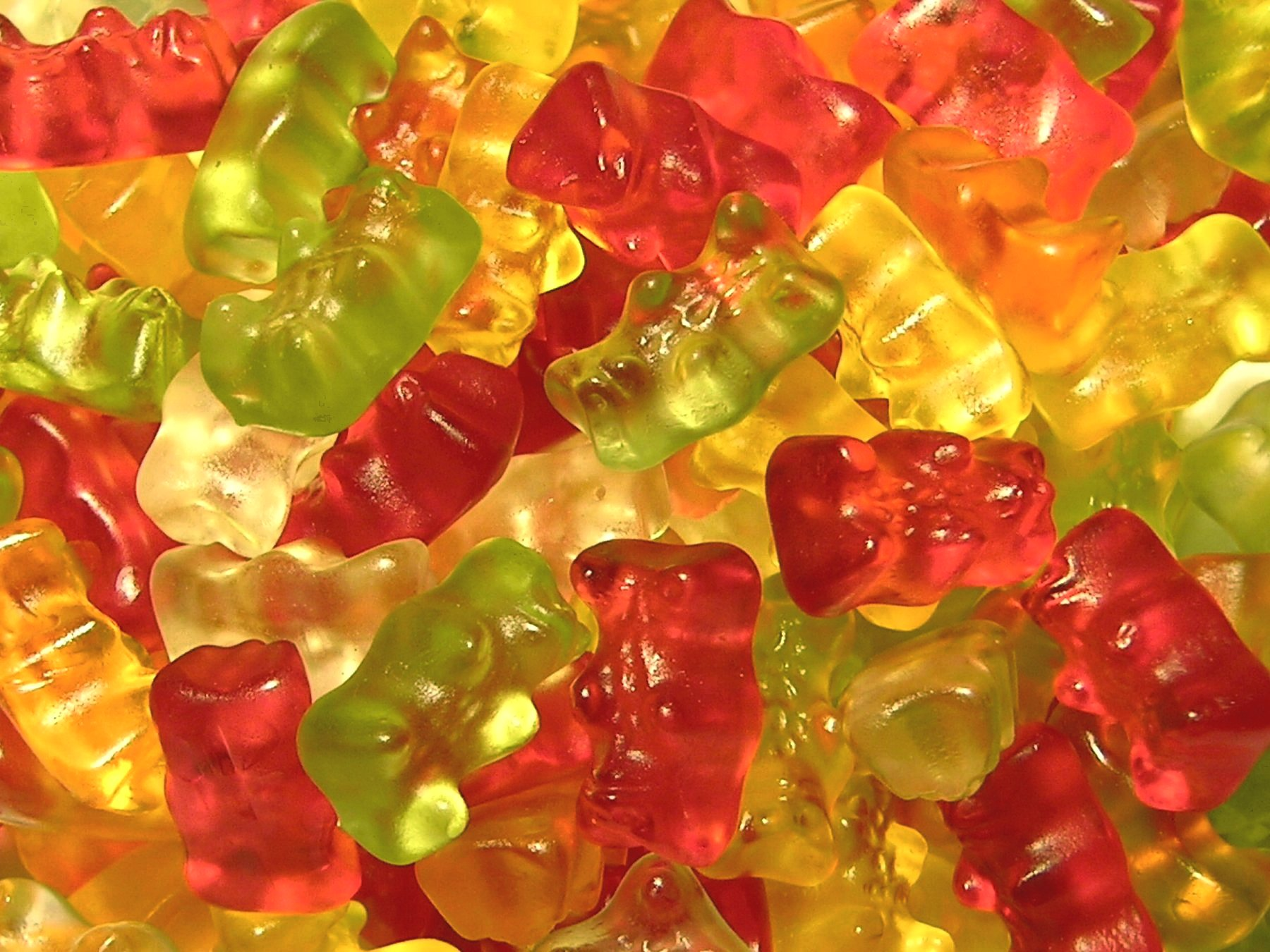
软糖
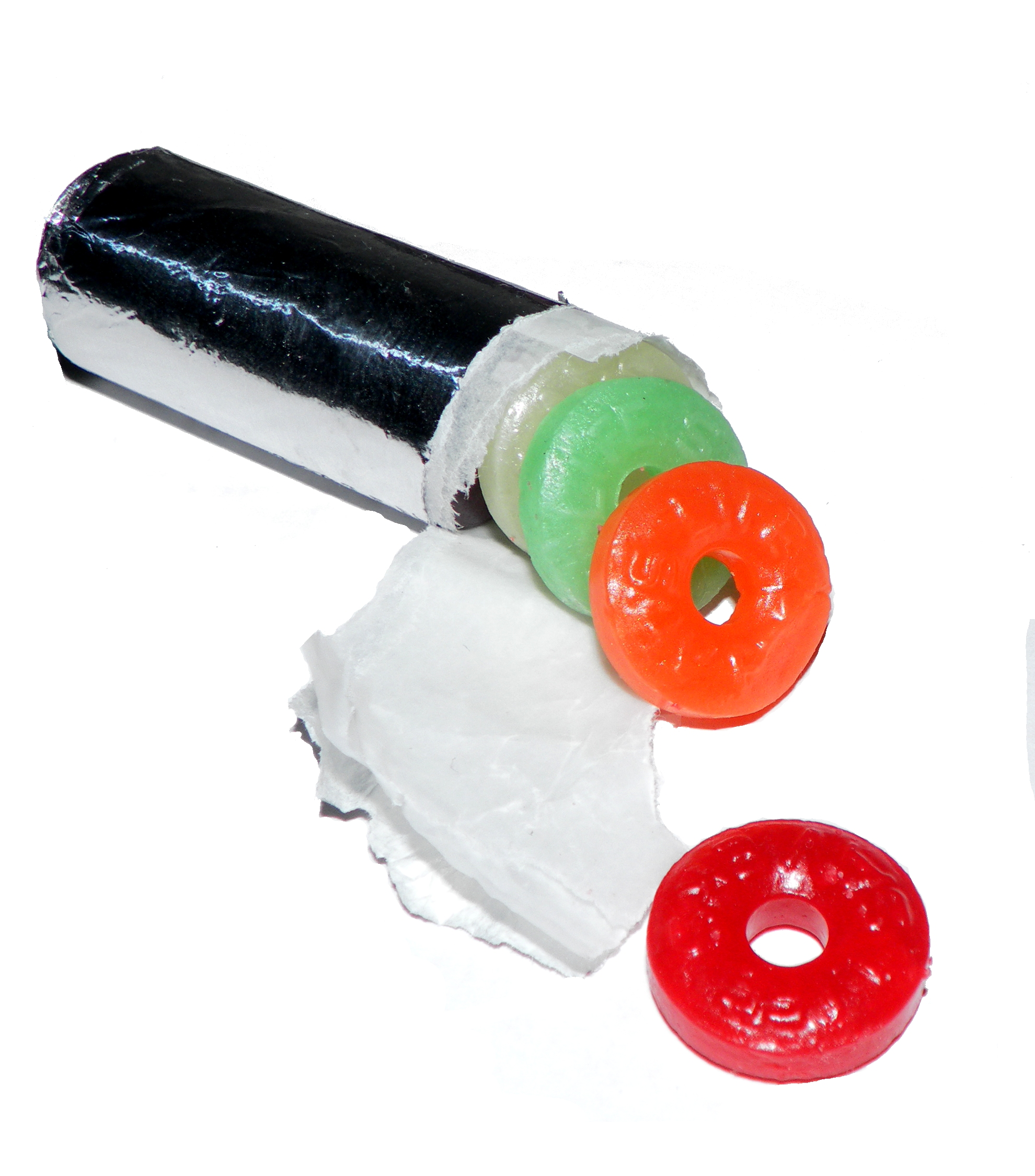
果汁糖
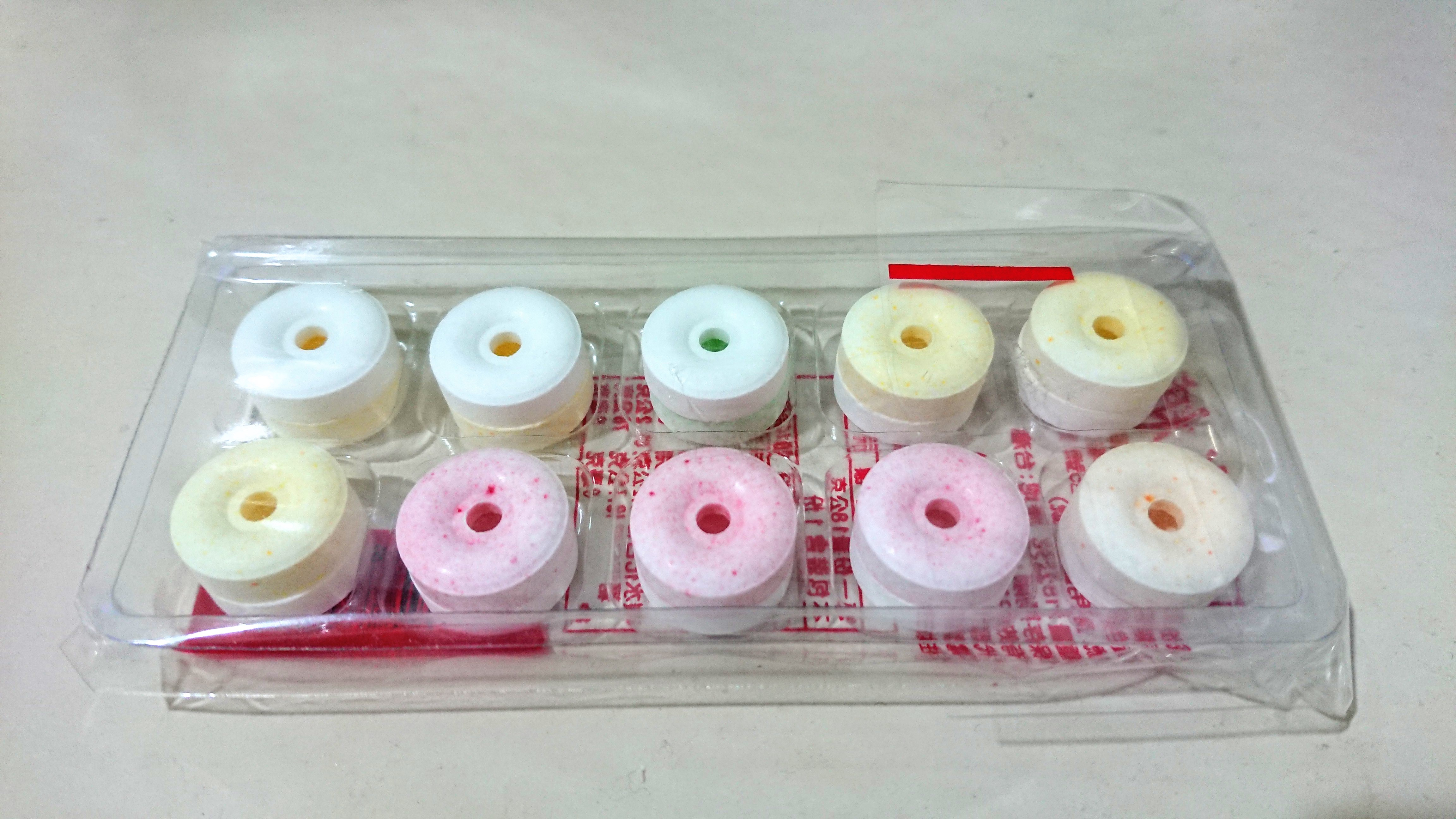
口笛糖
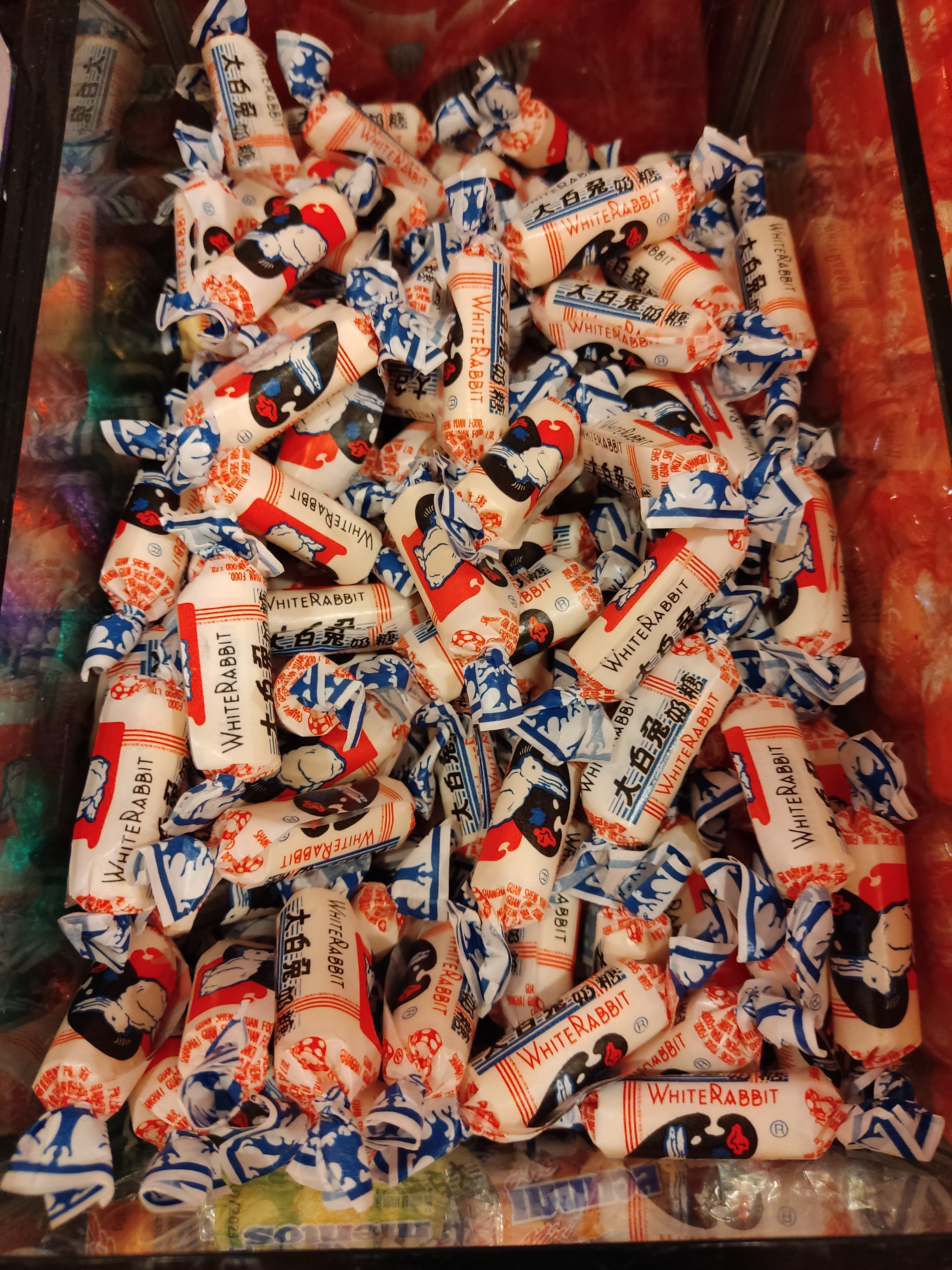
大白兔奶糖
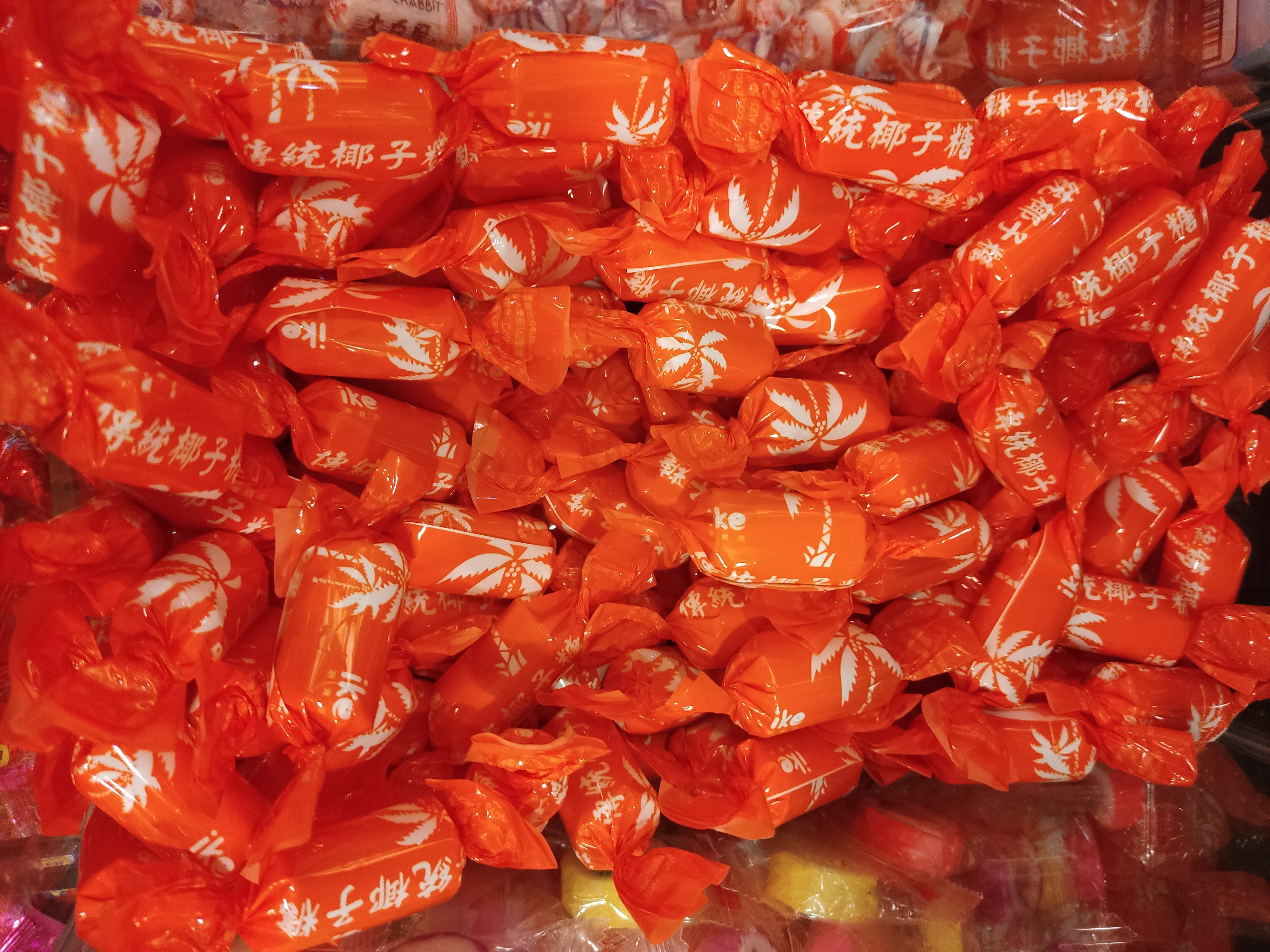
椰子糖
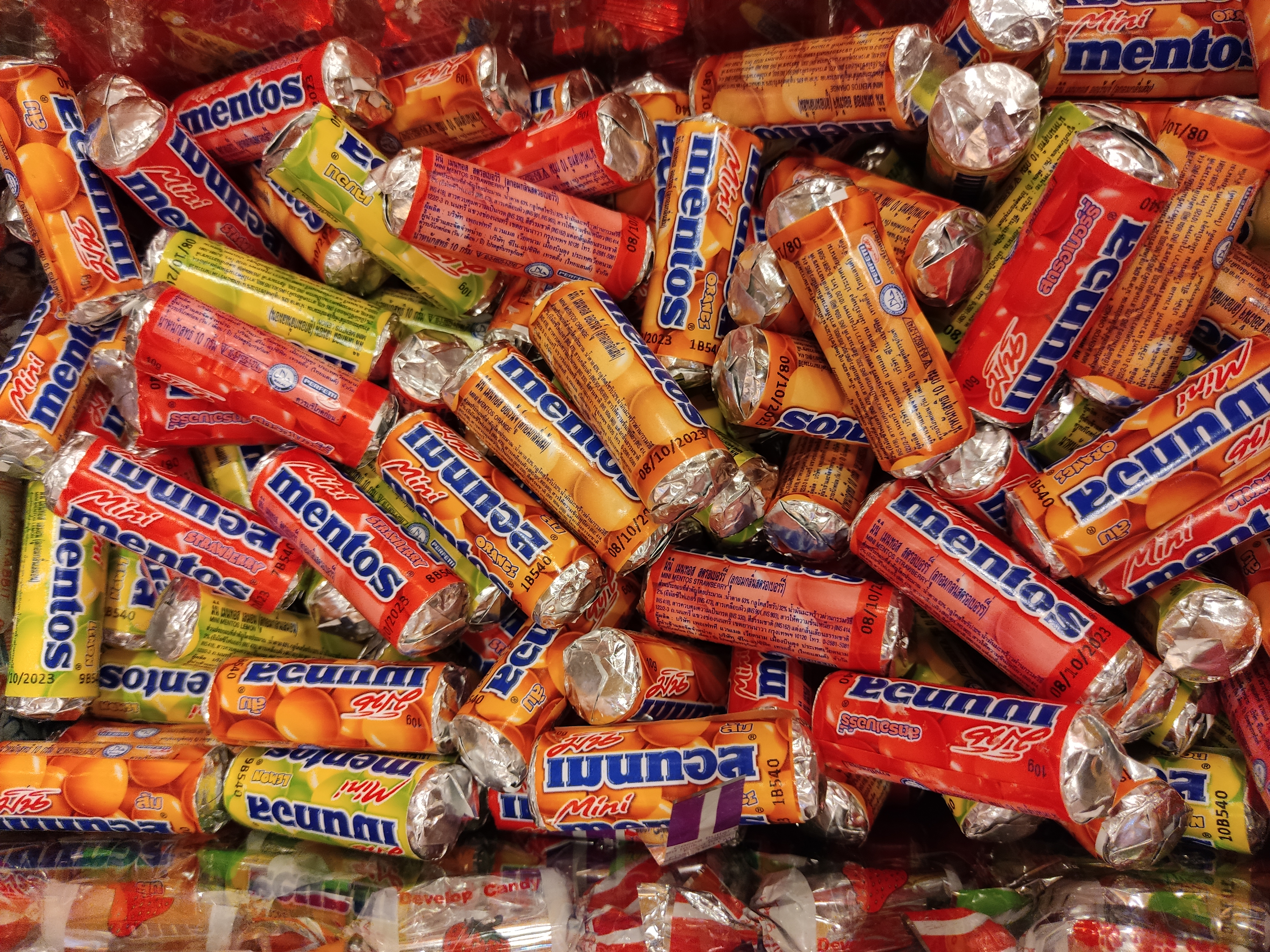
萬樂珠
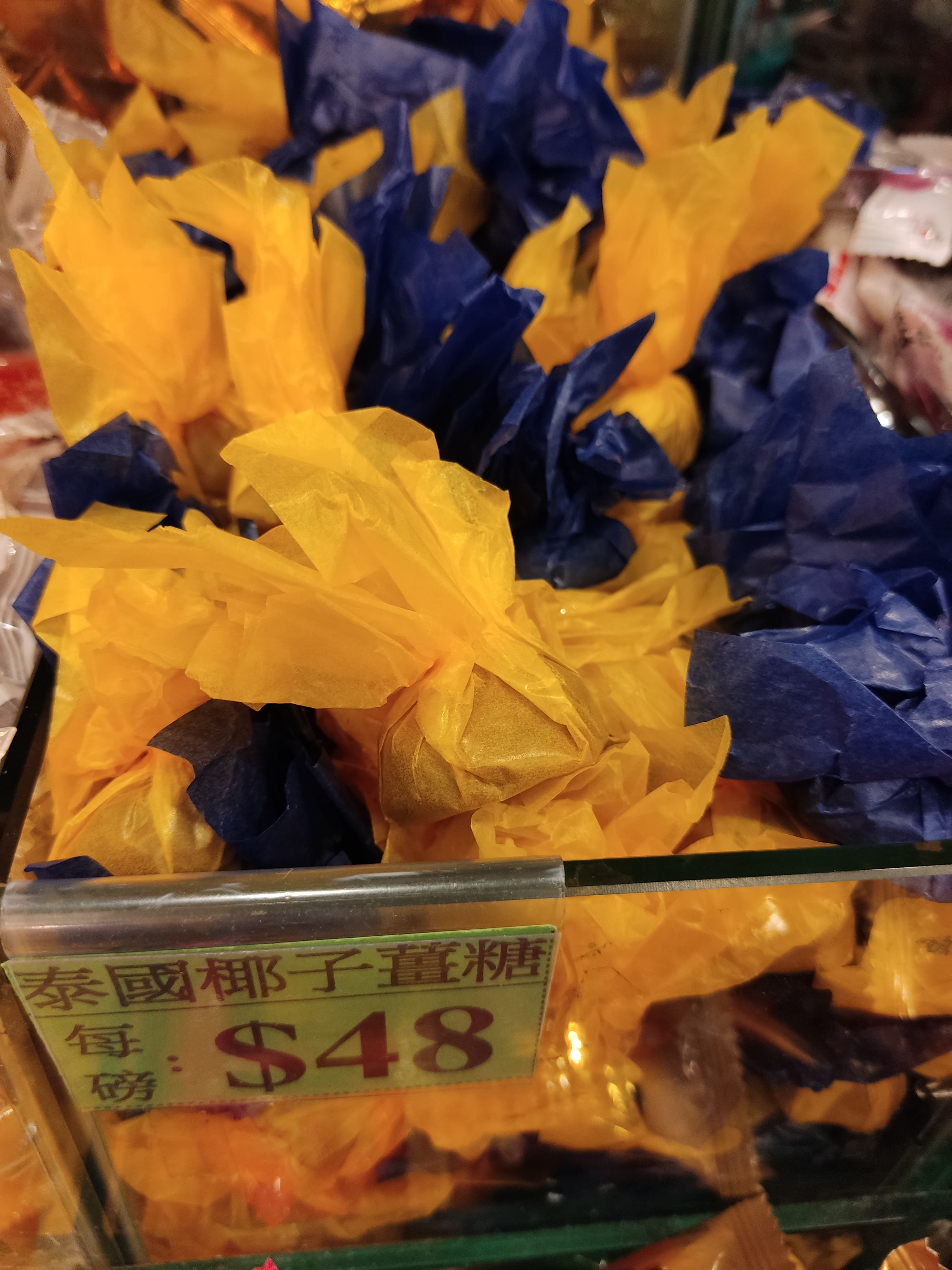
泰國椰子薑糖
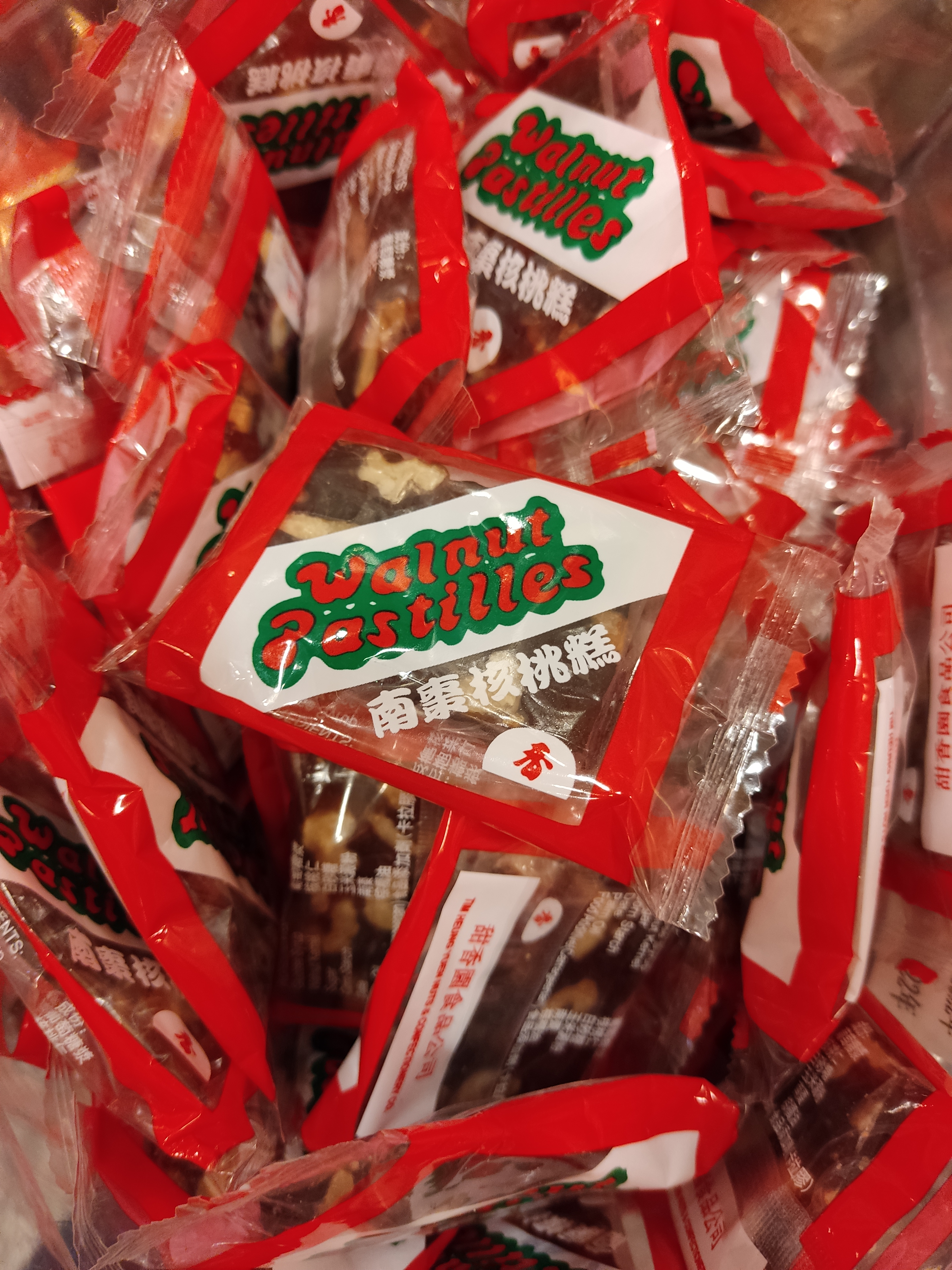
南棗核桃糕
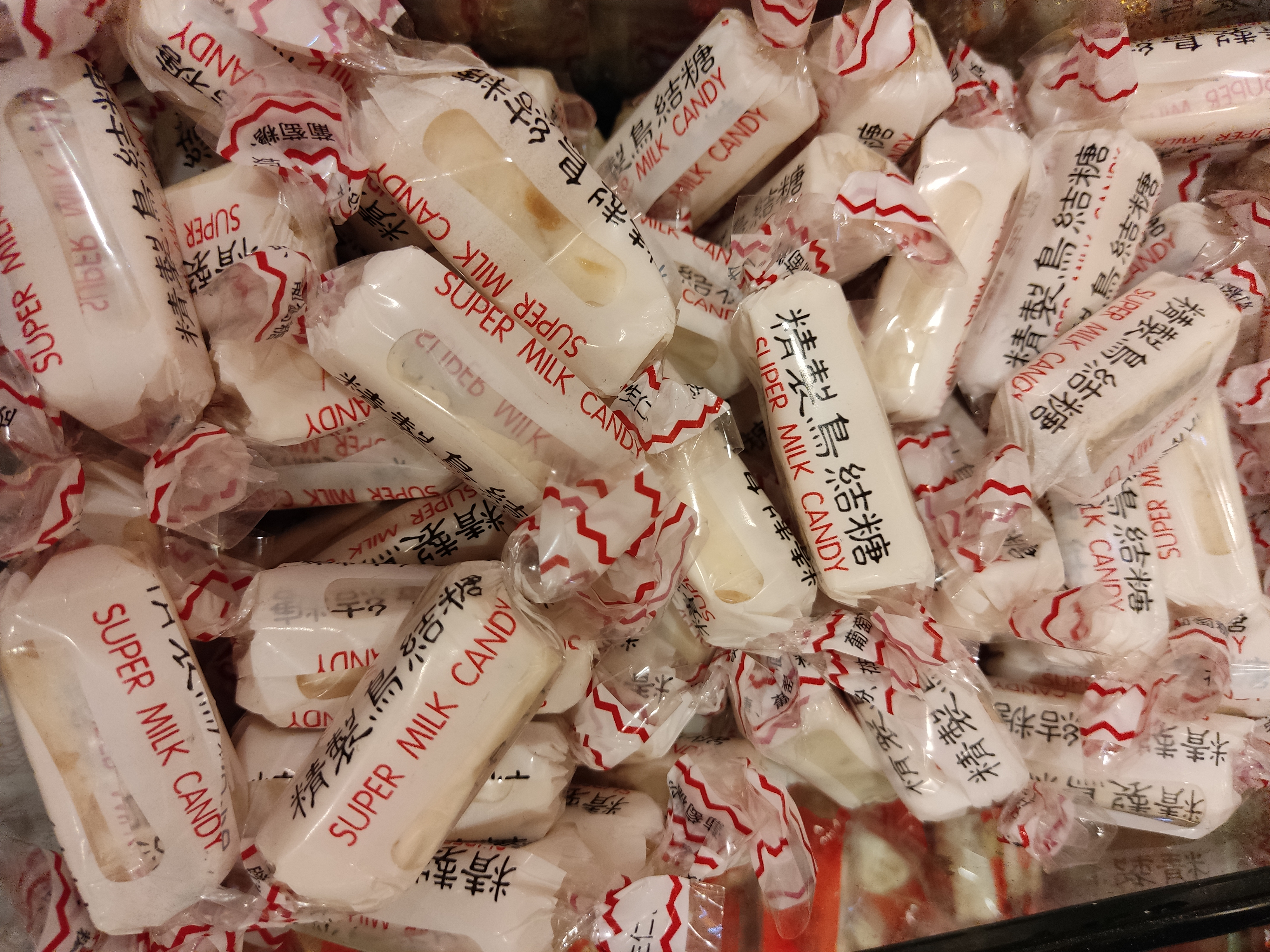
花生鳥結糖
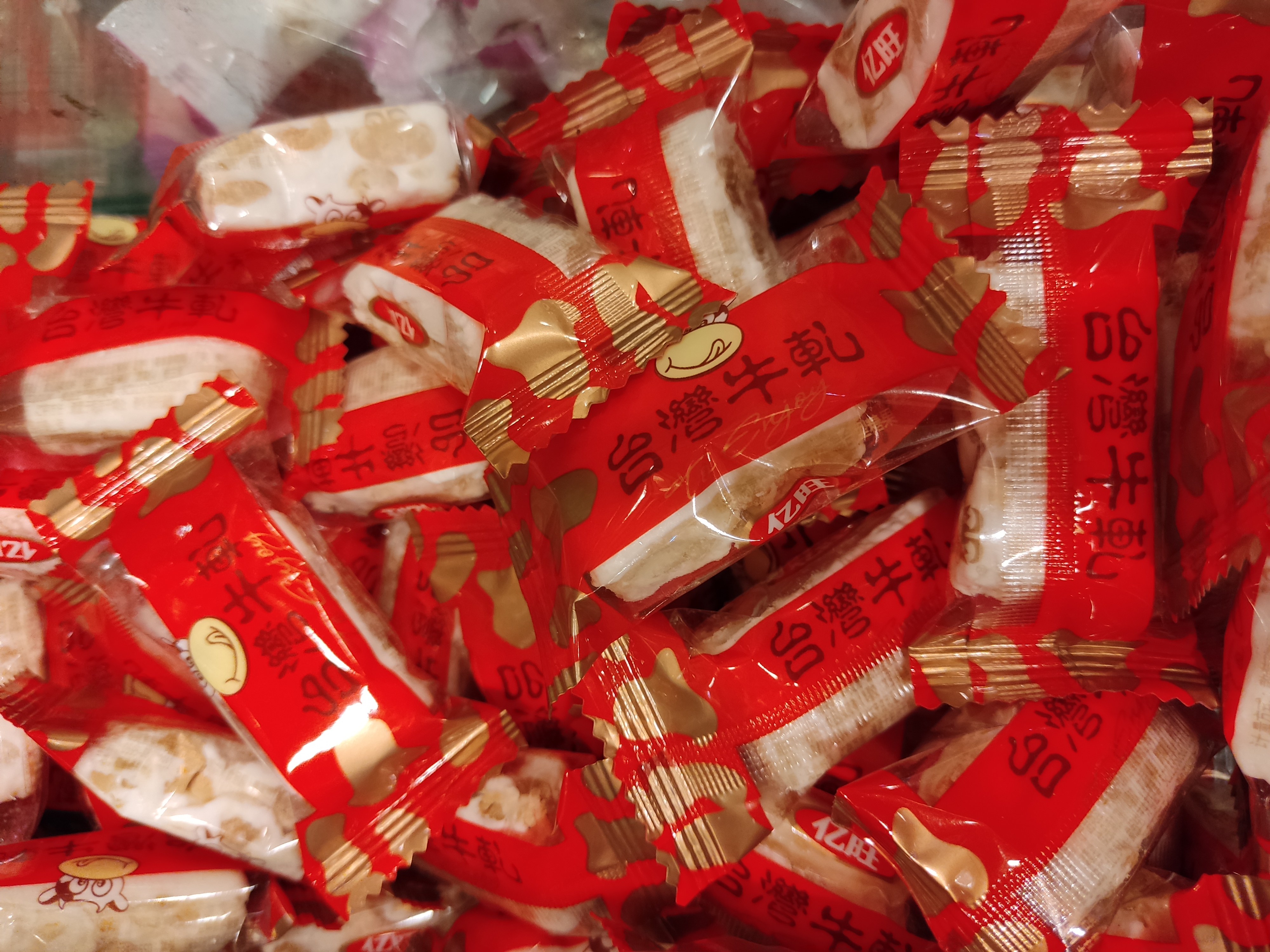
台灣牛軋糖
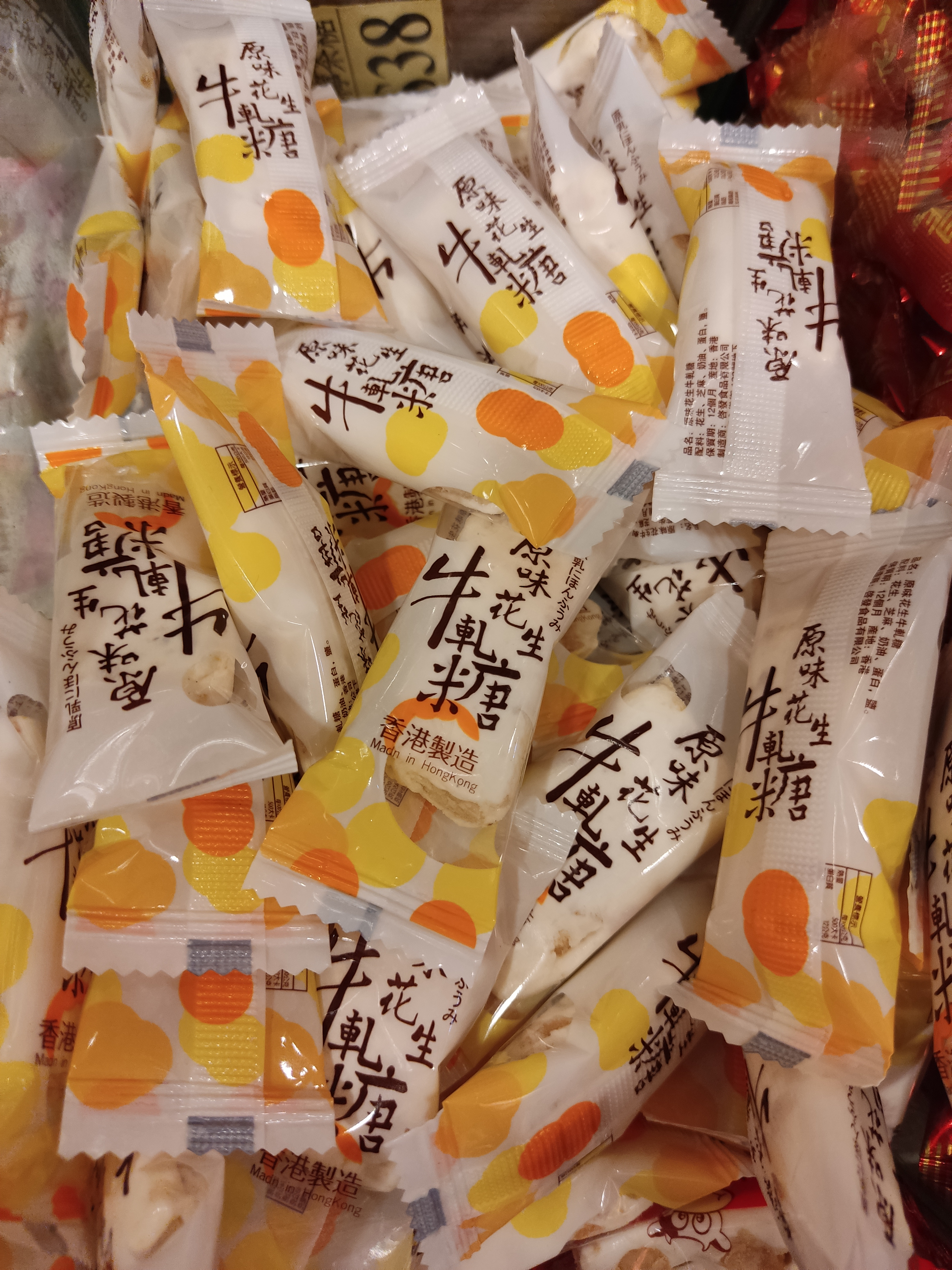
花生牛軋糖
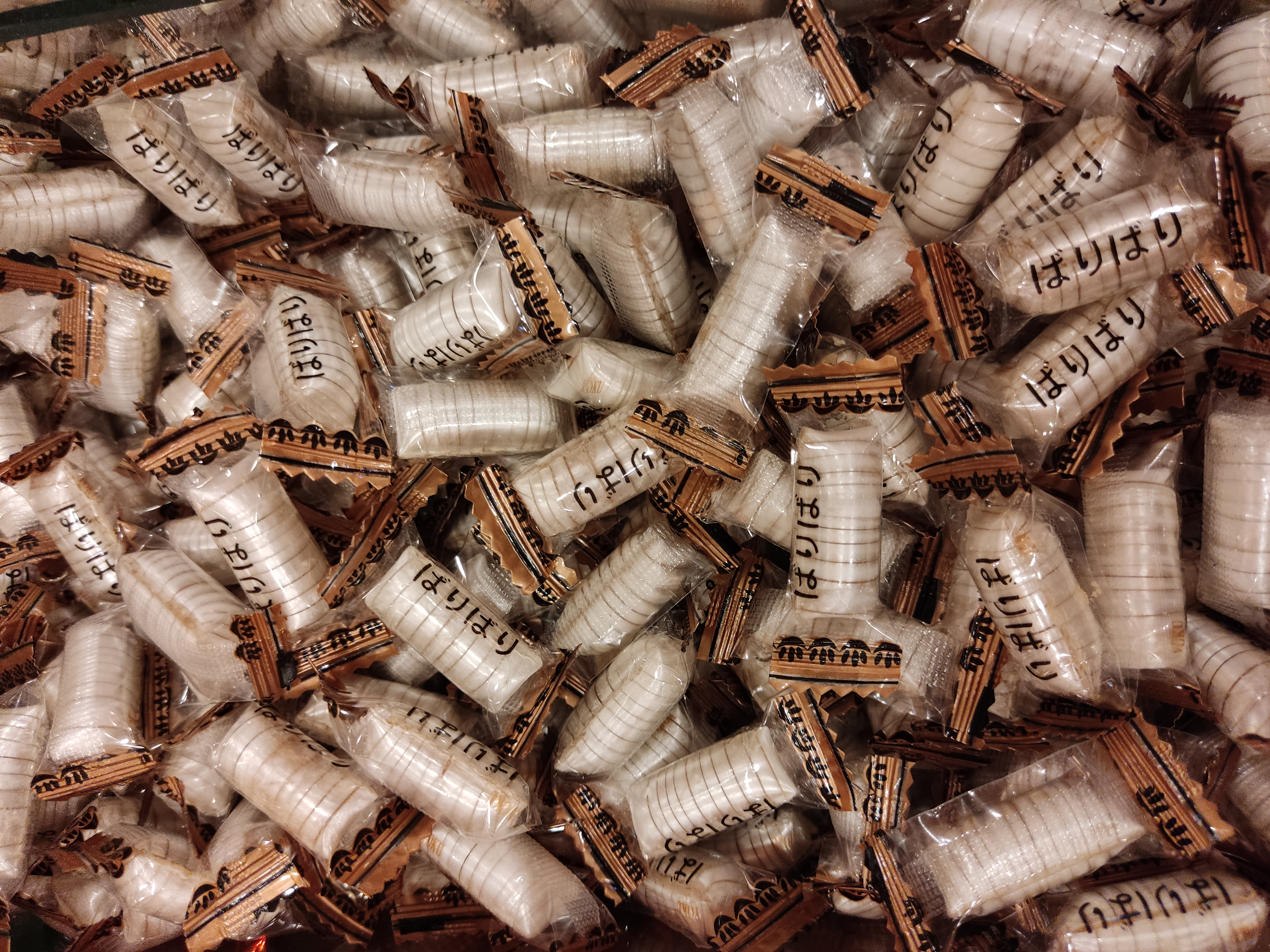
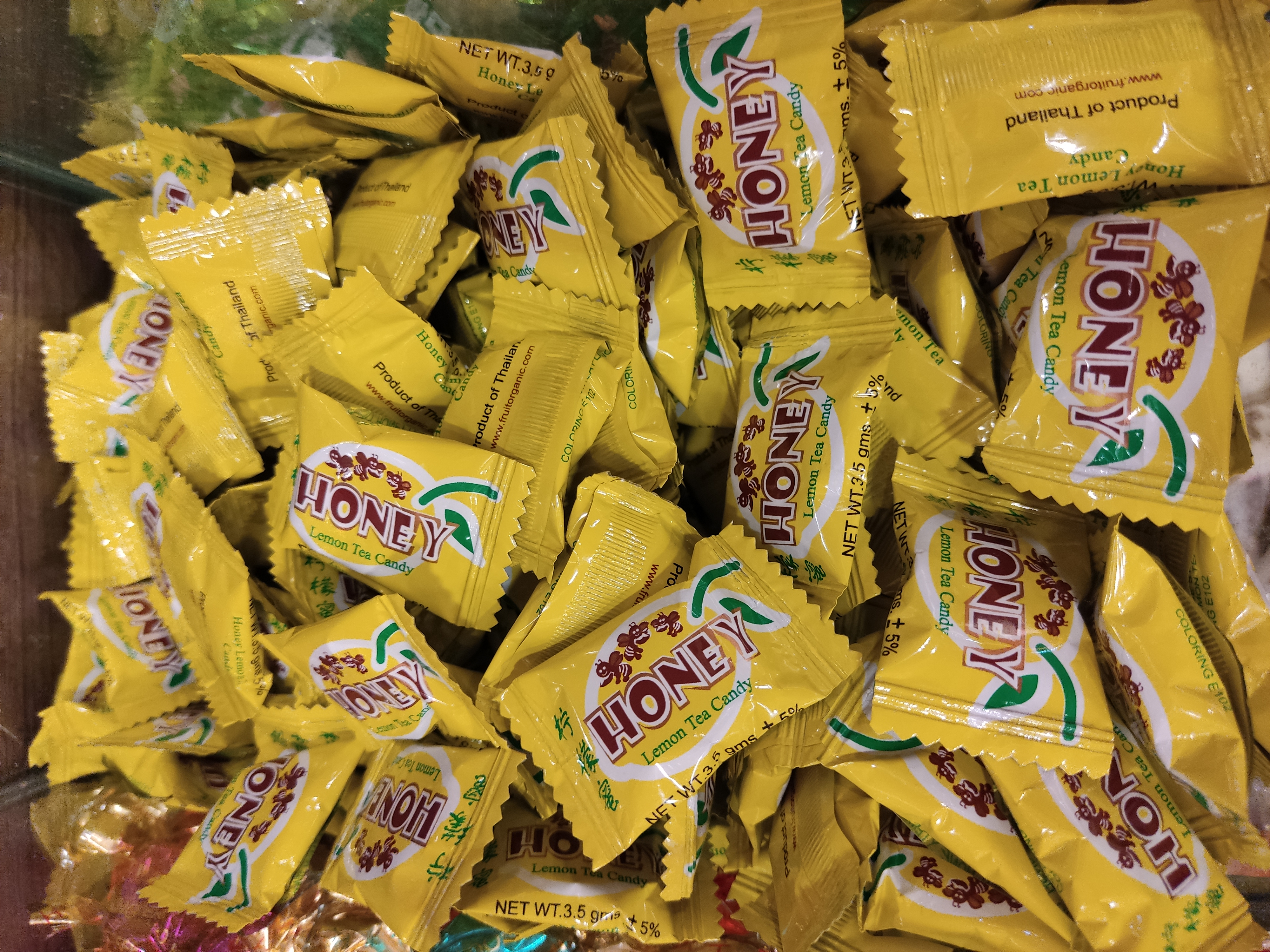
檸檬蜜
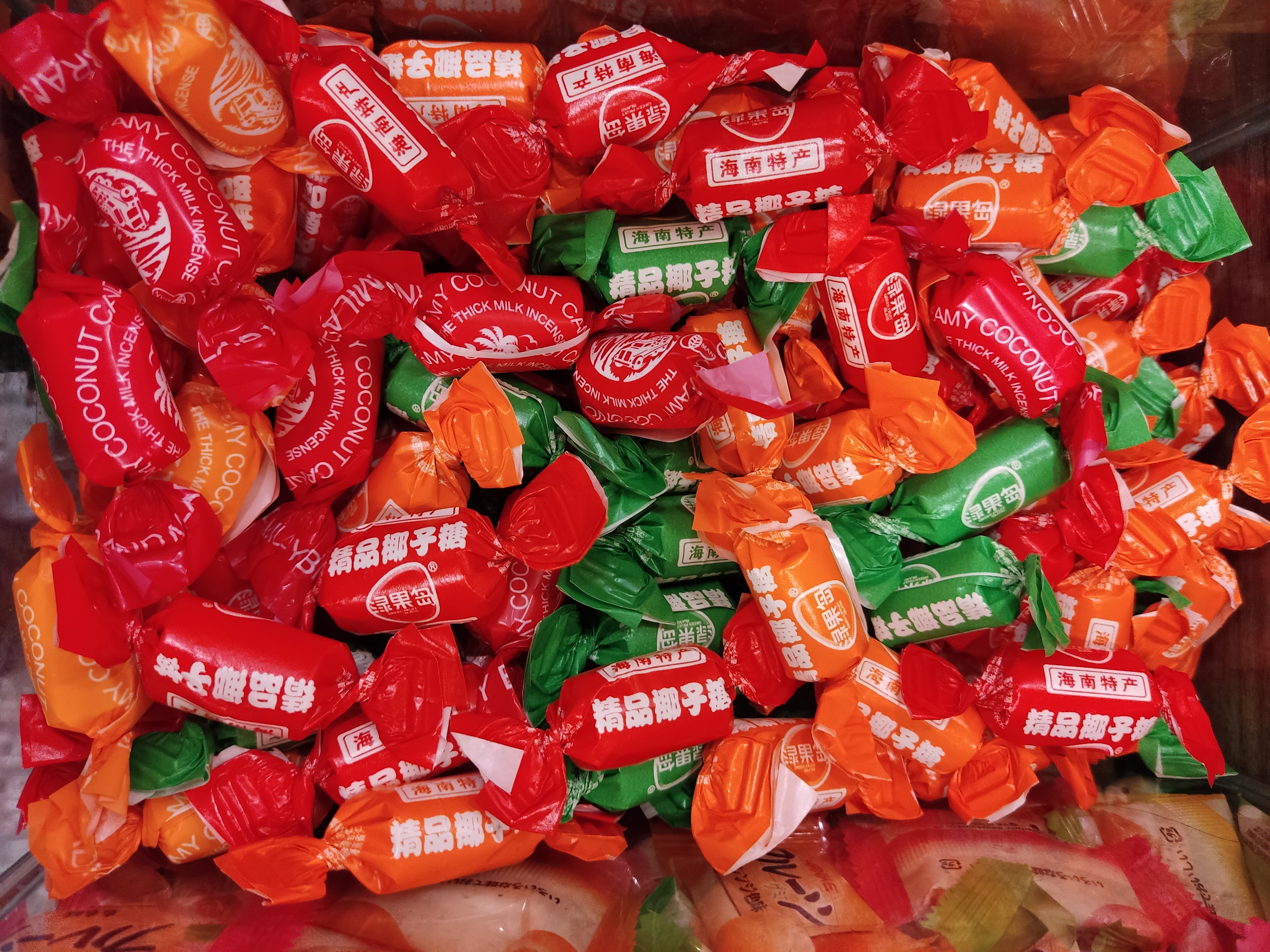
海南椰子糖
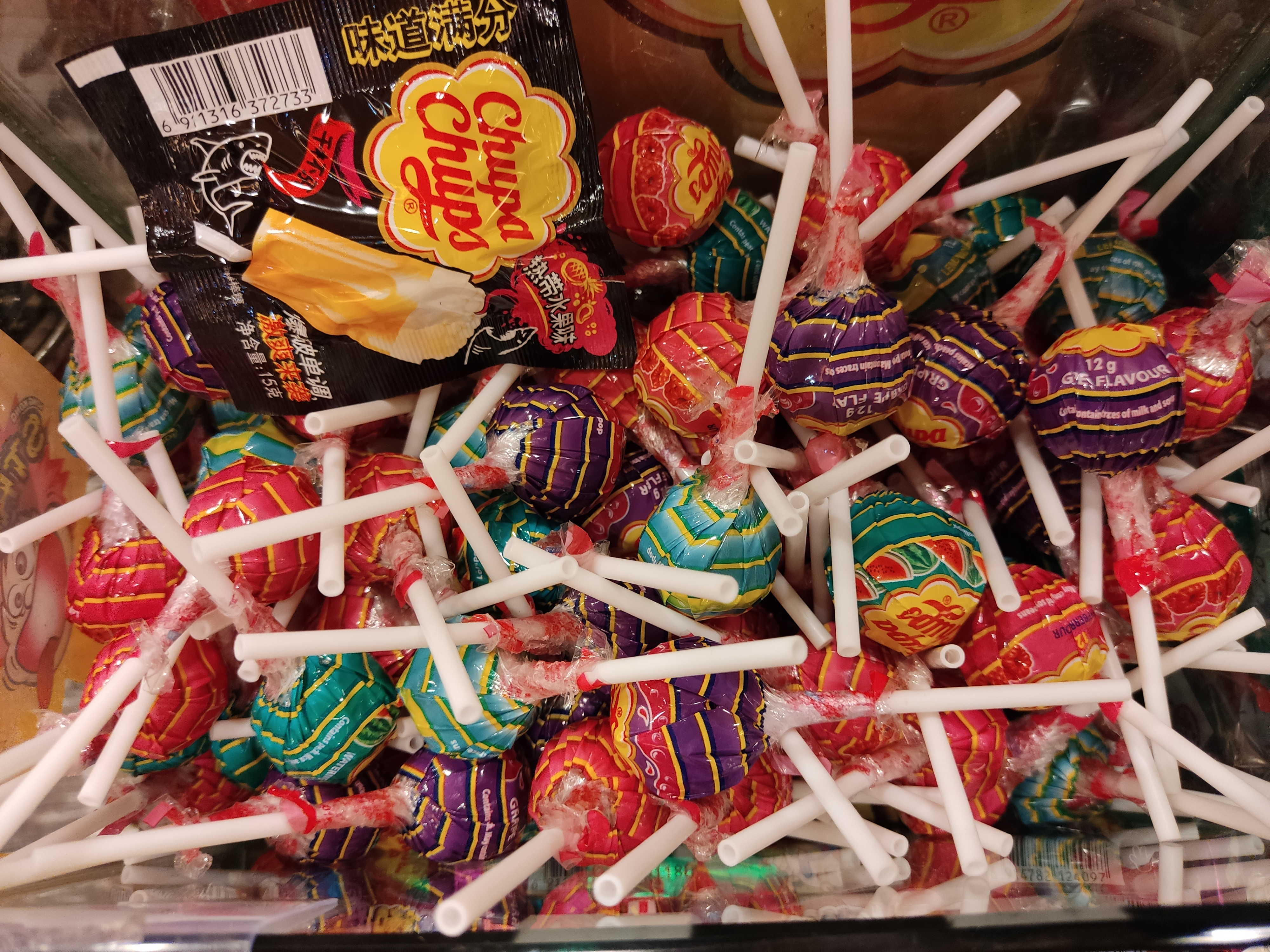
珍寶珠

- 牛奶硬糖（milk hard candy）
- 果汁硬糖（fruit hard candy）
- 巧克力糖（chocolate candy）
- 焦糖（caramel）
- 太妃糖（toffee）
- 法奇軟糖（fudge）
- 果仁糖（praline）
- 橡皮糖（jelly）
- 瑞士牛奶糖（tablet）
- 花生軟糖（peanut candy）
- 棒棒糖（lollipop）
- 瑞士糖 (sugus candy)
- 口香糖 (Chewing gum)

## 相關
- 糖果列表（英语：List of candies）
- 零食